# George Washington Custis Lee
George Washington Custis Lee, poznat i kao Custis Lee, bio je najstariji sin konfederalnog generala Roberta Edwarda Leeja i Mary Anne Custis Lee. Njegov djed George Washington Custis bio je usvojeni sin Georgea Washingtona, prvog američkog predsjednika. 
Custis je do početka američkog građanskog rata bio časnik vojske Sjedinjenih Država da bi ju kao i otac napustio kada se Virginia odcjepila od Unije. Tijekom rata služio je Konfederaciji kao ađutant predsjednika Jeffersona Davisa, da bi pred kraj rata dobio zapovjedništvo i na bojnom polju, gdje je bio zarobljen. 
Nakon rata bio je profesor na vojnom sveučilištu Virginia Military Institute da bi 1870. naslijedio oca na položaju predsjednika Sveučilišta Washington i Lee u Lexingtonu u Virginiji. 1883. Vrhovni sud Sjedinjenih Američkih Država donio je odluku da se Custisu vrati obiteljsko imanje Arlington koje je vlada Unije zaplijenila tijekom rata. Kako je ondje u međuvremenu podignuto Nacionalno groblje Arlington, Custis je prodao imanje vladi SAD-a za 150.000 dolara.
1897. Custis je dao ostavku na mjesto predsjednika sveučilišta. Tada se preselio u dom svog brata Williama Henryja Fitzhugha Leeja. Custis je umro 18. veljače 1913. u Alexandriji. Pokopan je uz članove obitelji u obiteljskoj kapelici Leejevih.